# Neues Krematorium (Hamburg-Ohlsdorf)

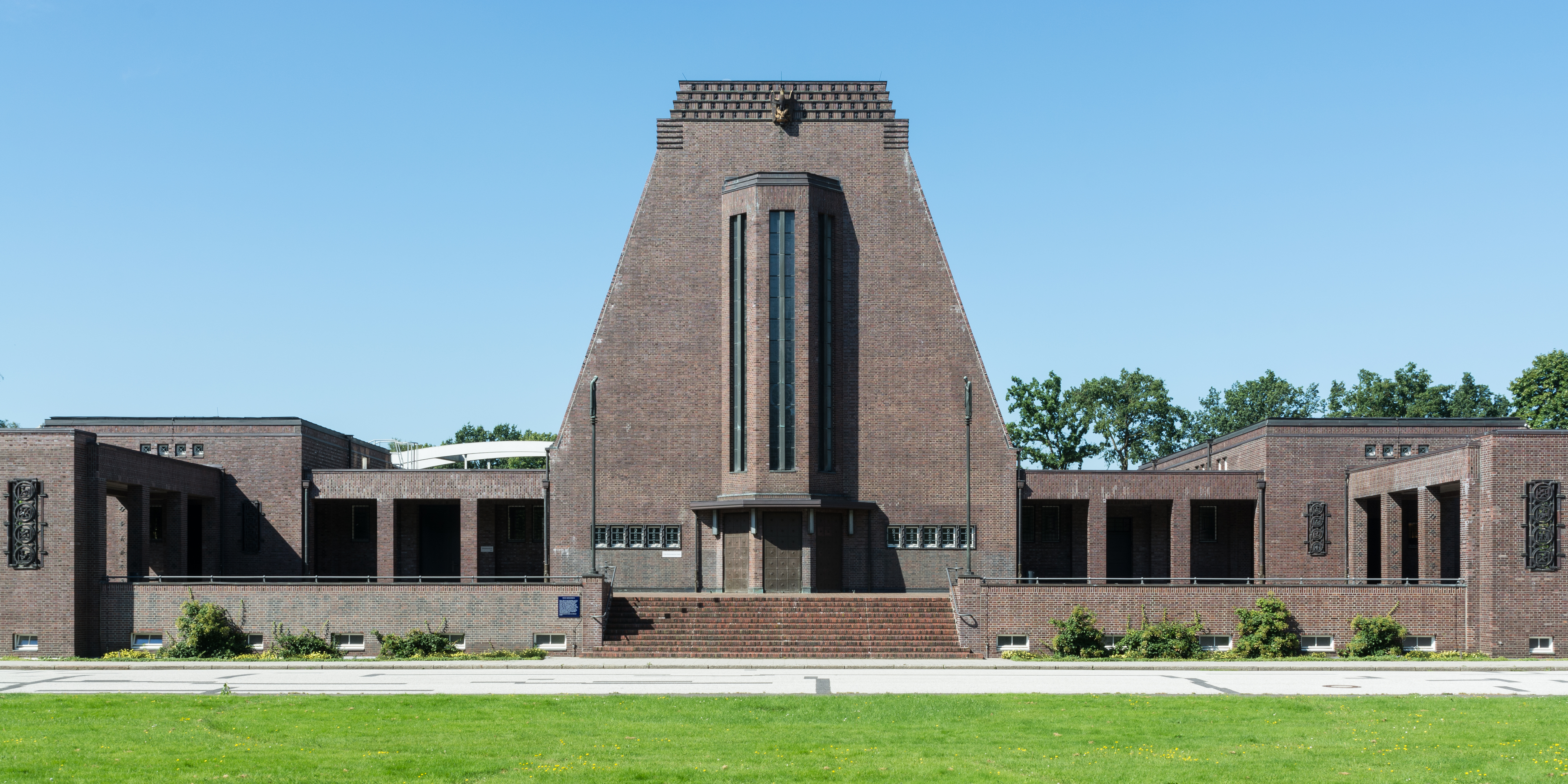
Ansicht von der Friedhofsseite / Osten

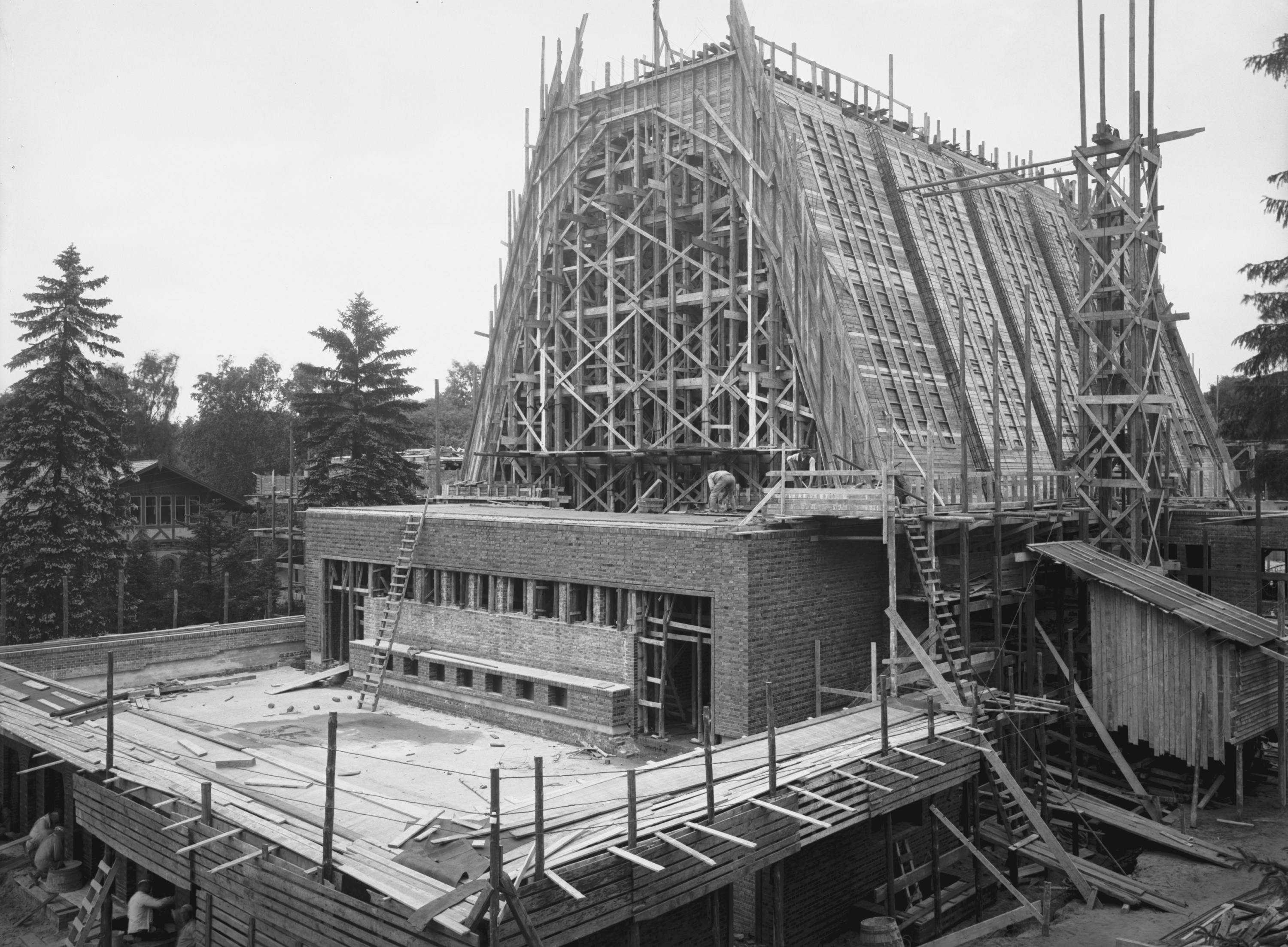
Bauphase der Feierhalle

Das Neue Krematorium ist eine von 1930 bis 1932 von Fritz Schumacher errichtete Feuerbestattungsanlage auf dem Gelände des Hamburger Friedhofes Ohlsdorf. Sie ersetzte das noch außerhalb des Friedhofes gelegene Alte Krematorium.

## Lage
Das Krematorium liegt am westlichen Rand des Friedhofes unmittelbar an der Fuhlsbüttler Straße und der S-Bahn Strecke von Ohlsdorf nach Poppenbüttel. Es befindet sich noch im alten Friedhofsteil an einer Stelle, an der es ursprünglich eine zweite Einfahrt auf das Gelände gab. Ein Krematorium war in den Friedhofsplanungen nicht vorgesehen, daher konnte es nachträglich nur noch etwas randständig und abseits der großen Sichtachsen des Geländes errichtet werden.

## Planung und Bau

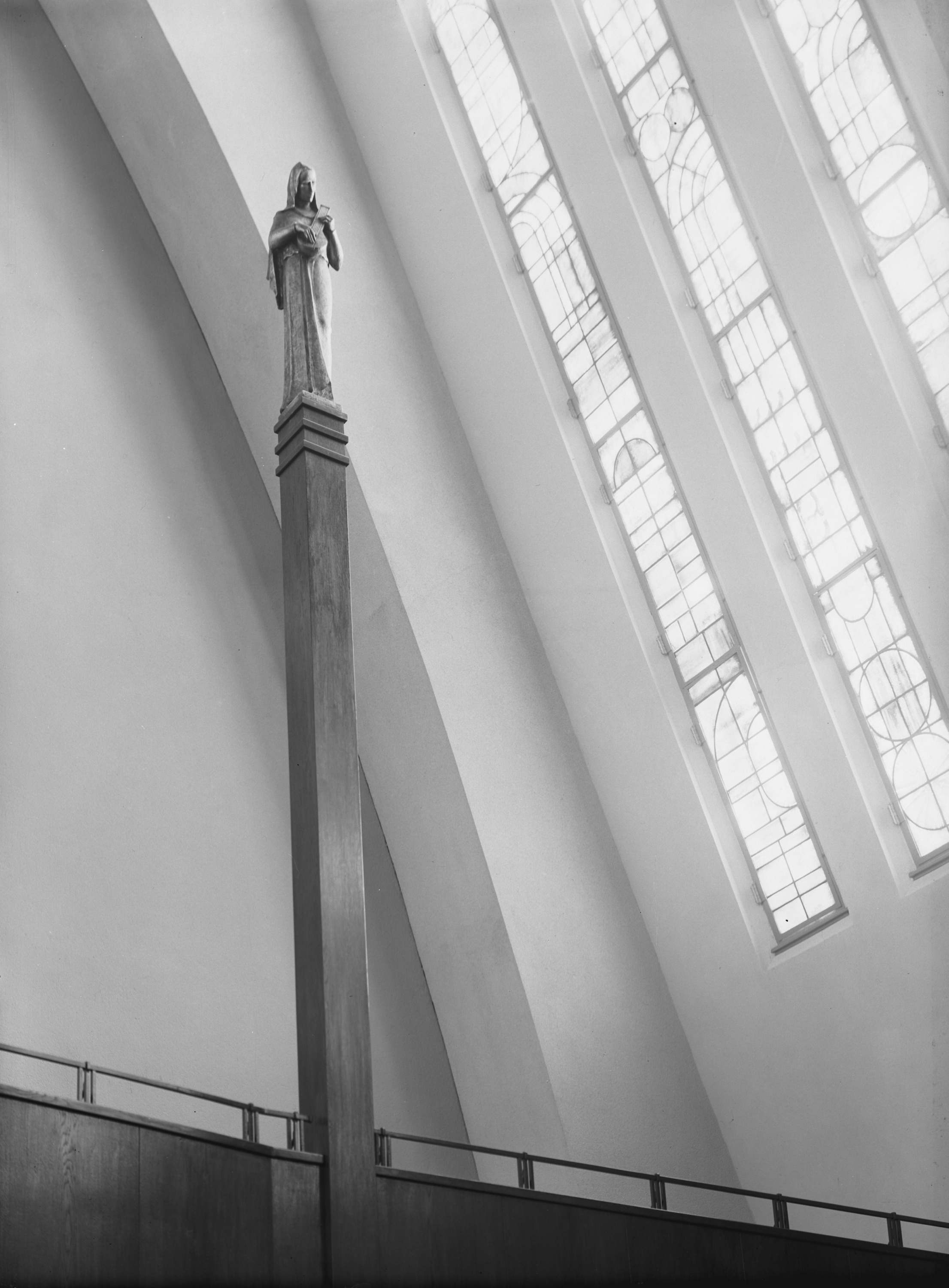
Innenraum, Skulptur Mandolinenspielerin und Teile der Seitenfenster

Die Anlage ist der letzte Entwurf, den Fritz Schumacher in Hamburg realisierte. Mit Krematorien hatte Schumacher sich schon 1899 beschäftigt und erste Studien zu dieser Gebäudeform veröffentlicht. Vier Jahre später beteiligte er sich am Architektenwettbewerb für ein Krematorium in Bremen und wurde 1907 mit dem Projekt für eines in Dresden-Tolkewitz beauftragt. Der viel beachtete Dresdner Bau zeigte schon Elemente, die sich im Ohlsdorfer Krematorium wieder finden. Schumacher wählte eine feierliche Gestalt mit Anleihen bei klassisch-antiken Formen, er band die Schornsteine eng in die Gesamtform ein, er ordnete die Verbrennungsanlagen im Untergeschoss an und er teilte die Anlage in einen zeremoniellen und einen technisch-funktionalen Bereich. Er sah es als sein Ziel bei der Bauaufgabe für ein Krematorium „neben das Schmerzvolle, dem der Bau dient, […] das Feierliche zu stellen“, und sich dabei „der Sphäre des Sakralen [zu] bedienen, [damit die] zwei Welten von zeremoniellen und technischen Anlagen […] organisch verbunden werden, aber nur der feierliche Betrieb für Außenstehende wahrnehmbar [ist]“.
Im Laufe der 1920er-Jahre zeigte sich, dass das Alte Krematorium die Anforderungen nur noch unzureichend erfüllte. Ab 1925 begann innerhalb der Hamburger Verwaltung daher der Planungsprozess für eine zeitgemäße Anlage. Bereits die ersten Entwürfe von Schumacher aus dem Jahre 1926 ähneln dem später verwirklichten Bau in weiten  Teilen. Allerdings bereitete die Standortsuche Schwierigkeiten, da der Architekt einen Platz in zentraler Lage favorisierte, Politik und Bevölkerung jedoch Vorbehalte gegenüber einem Krematorium in der Nähe von Wohngebieten hatten. Schumachers Versuche, Standorte wie den Schanzenpark, die Glacischaussee, einen Platz an der Johanniskirche in Rotherbaum oder den heutigen Jacobipark für sein Projekt zu gewinnen, scheiterten 1928, als sich der Hamburger Senat für den damals als abgelegen geltenden Ohlsdorfer Friedhof als Standort entschied. Dort wollte der Senat nur auf dem alten Teil bauen, um nicht die für den auf preußischem Gebiet liegenden neuen Friedhofsteil geltenden Baubestimmungen einhalten zu müssen. Schumacher passte seine bisher mit großzügigen Freiflächen versehenen Entwürfe dem nun etwas beschränkteren Platzangebot an. Gleichzeitig schrumpfte der Gesamtentwurf noch ein wenig, weil sich die Stadt Hamburg aufgrund der Auswirkungen der Weltwirtschaftskrise damit konfrontiert sah, die Baukosten zu reduzieren.
Die eigentlichen Bauarbeiten begannen Mitte 1930, endeten aber erst im Januar 1933, da sie zwischenzeitlich wegen Sparmaßnahmen ruhen mussten. Schumacher gelang es dem Gebäude eine Sonderrolle gegenüber den anderen Bauten auf dem Friedhof zuzuweisen. Mit den offenen Wandelgängen und den vorgelagerten Terrassen erinnert die Anlage an ein Denkmal. Durch den zeittypischen dunklen Klinker und die Bronzetüren wird der verschlossene und gleichzeitig monumentale äußere Eindruck bestärkt. Der realisierte Umfang mit zwei Feierhallen, einer Leichenhalle, vier Öfen im Untergeschoss und den nötigen Verwaltungsräumen wurde von Schumacher als „erster Bauabschnitt“ bezeichnet, der er zu einem späteren Zeitpunkt noch zu erweitern hoffte. Von der „Feierseite“ (Ostfassade) aus gesehen ist das Gebäude symmetrisch und wirkt bis auf die massive zentrale Feierhalle eingeschossig. Diese schräg nach oben zulaufende große Feierhalle war in ihrer Form vorbildlos. Ihr monumentaler Charakter wird nicht nur durch das einheitliche Fassadenmaterial, sondern auch durch den integrierten Bauschmuck  betont. Das Zentrum des Baus wird durch den trapezförmigen Ostgiebel mit seinem Klinkerrelief und der auffälligen goldenen Phönix-Skulptur besonders betont. Der gesamte Bauschmuck ist ein Werk Richard Kuöhls. Die „Betriebsseite“ (Westfassade) wird durch die zu einem Turm verbundenen und mit einer Uhr geschmückten Schornsteine beherrscht. Auf dieser Seite ist das Gebäude nicht nur eindeutig mehrstöckig, sondern auch asymmetrisch, da nicht alle geplanten Funktionsräume ausgeführt wurden.
Der Innenraum ist deutlich heller als die Fassade. Er wird durch parabelförmige Betonbinder gegliedert und erhält ausreichend Tageslicht über die von Ervin Bossányi entworfenen großen Seitenfenster. Die Fensterfarben beginnen mit warmen Tönen am Eingang und enden mit kälteren Tönen nahe der Empore für den Sarg. An beiden Stirnseiten gibt es farbige schmale Glasfenster, in denen Heinrich Jungebloedt abstrakt loderndes Feuer und einen Lebensbaum dargestellt hat. Der Schmuck des Innenraums ist betont schlicht gehalten, es gibt nur auf der Ostempore zwei figürliche Darstellungen aus der Werkstatt von Karl Opfermann. Diese beiden Figuren korrespondieren mit den beiden einzigen frei stehenden Skulpturen im Außenbereich. Hier stehen zwei schlanke Bronzefiguren des Bildhauers Ludwig Kunstmann, die auf hochragenden Stäben zu beiden Seiten des Treppenaufgangs platziert sind.

## Nutzung, Umbauten und Sanierung
Die unmittelbar nach Fertigstellung des Gebäudes beginnende Zeit des Nationalsozialismus beeinflusste die Nutzung des Gebäudes. In den 1930er-Jahren wurden hier die Leichen einiger prominenter Gegner des Faschismus, u. a. Adolf Biedermann, nach ihrem teilweise gewaltsamen Tod verbrannt, was öfter Anlass zu Konfrontationen zwischen Polizei und Angehörigen auf dem Friedhofsgelände war. Bis 1945 wurden ebenfalls viele der in Hamburg Hingerichteten hier verbrannt. Von 1940 bis 1942 sind 1019 Verbrennungen von Toten aus dem KZ Neuengamme belegt. Daran erinnert auf dem Friedhof bis heute das 1949 in der Verlängerung der Mittelachse des Krematoriums aufgestellte Mahnmal für die Opfer nationalsozialistischer Verfolgung.
Deutlich nach Kriegsende erfolgte 1952 bis 1953 die Erweiterung um eine weitere Feierhalle, eine Leichenhalle sowie Funktionsräume. Die neue Feierhalle entsprach mit einem hellen, offenen Gesamteindruck und farbigen Glasfenstern von Alfred Mahlau dem Zeitgeschmack und wurde in den folgenden Jahrzehnten sehr gut angenommen. In den 1960er-Jahren zeigten sich Schäden, die sich besonders auf den schrägen Dach- und Fensterflächen häuften. Auf der Grundlage eines Gutachtens des Architekten Heinz Jürgen Ruscheweyh erfolgte bis 1967 eine Grundinstandsetzung, bei der unter anderem die Terrassenanlage erneuert und die Dachflächen weitgehend mit Kupfer verkleidet wurden.
Ab 1994 fanden keine Einäscherungen mehr statt, da die Öfen nicht mehr den aktuellen Vorgaben des Immissionsschutzes entsprachen. Dazu kamen wieder Probleme mit Lecks im Dach und ungelöste Probleme der Akustik in den Feierhallen. Ab 2008 begannen Planungen zu einer großen Umgestaltung und Sanierung, den Architektenwettbewerb gewannen das Büro tsj für die Erweiterung und das Büro Dohse für die Sanierung des Zentralgebäudes. Der Bau erfolgte 2011 bis 2013, seitdem trägt der Gesamtkomplex den Namen „Hamburger Bestattungsforum Ohlsdorf“. Die Feierseite war von der Neugestaltung kaum betroffen, auf der Betriebsseite und im Innenbereich erfolgten jedoch umfangreiche Änderungen. Die Feierhalle aus den 1950er-Jahren wurde abgerissen, zwei neue Feierhallen, eine Krypta und ein Gastronomiebereich errichtet. Die Sanierung des Zentralgebäudes stellte den ursprünglichen Zustand der Dächer wieder her und wandelte eine ehemalige Feierhalle in ein Kolumbarium um.
Seit der Neufassung des Hamburger Denkmalschutzgesetzes im Jahre 2013 steht die gesamte Anlage des Krematoriums unter Schutz.

## Fotografien und Karte
Koordinaten: 53° 37′ 23,3″ N, 10° 2′ 4,5″ O

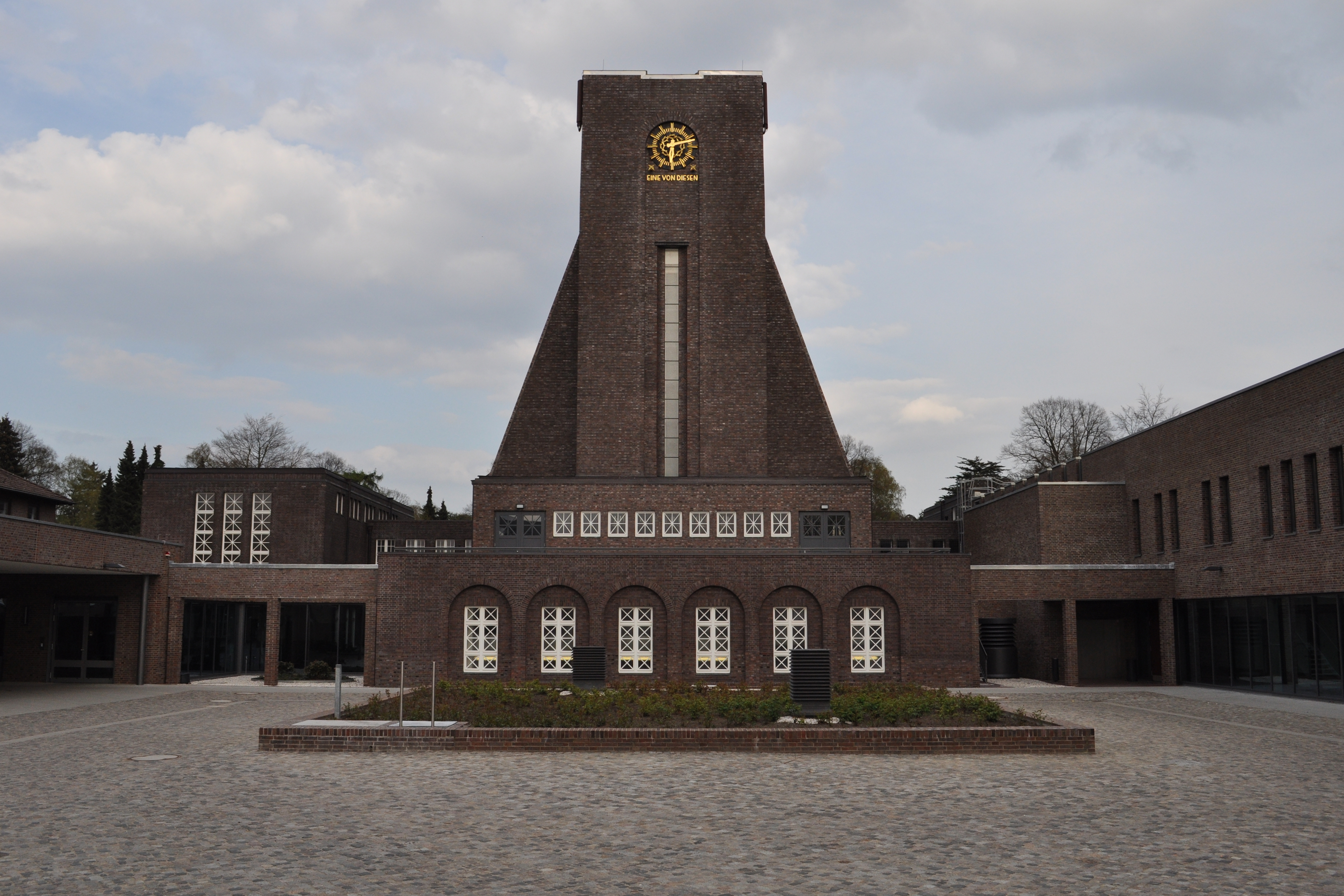
Ansicht von der Straßenseite / Westen
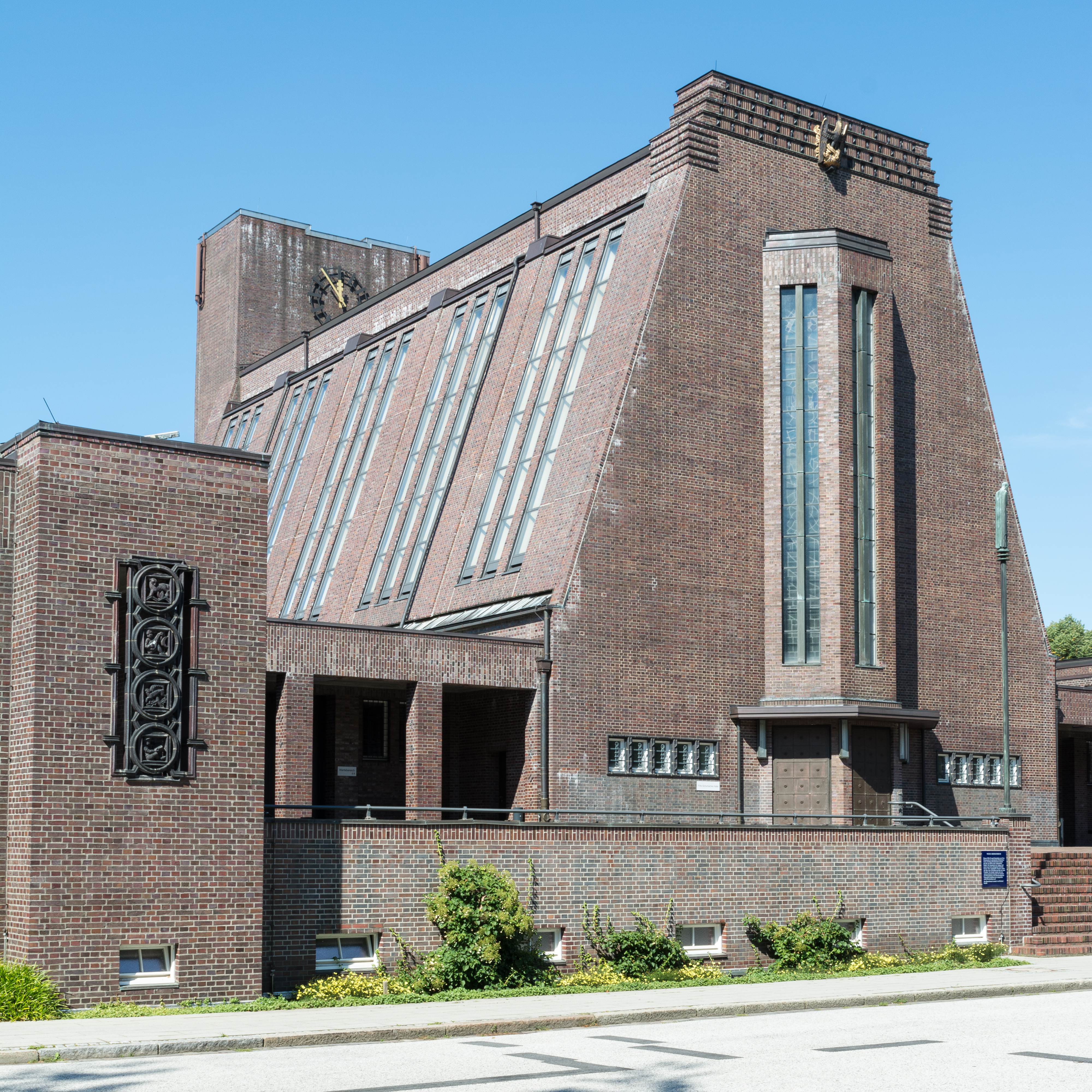
Saniertes Zentralgebäude von Südosten (2016)
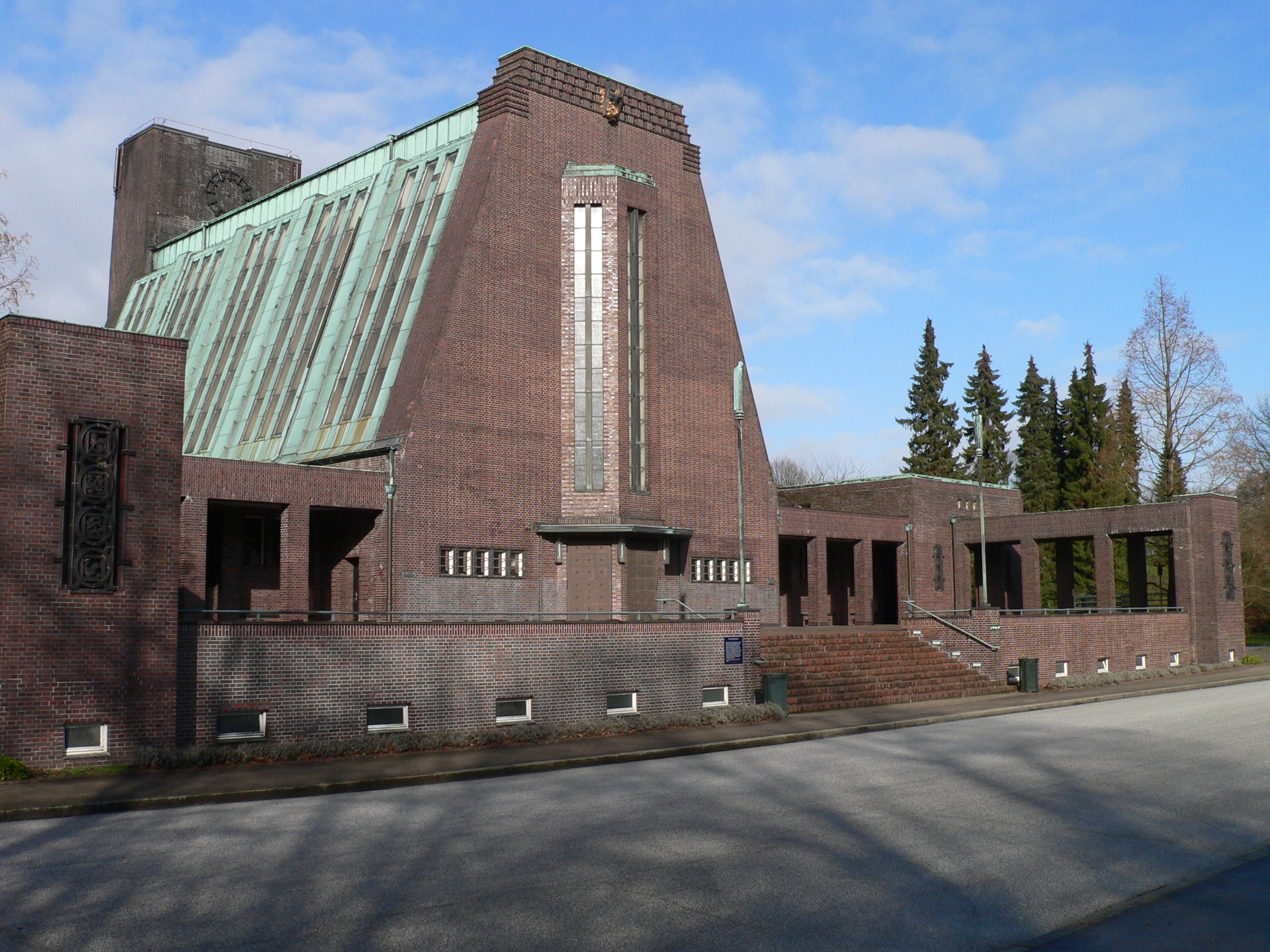
Zentralgebäude vor der Sanierung (2007 noch mit Kupferdach)
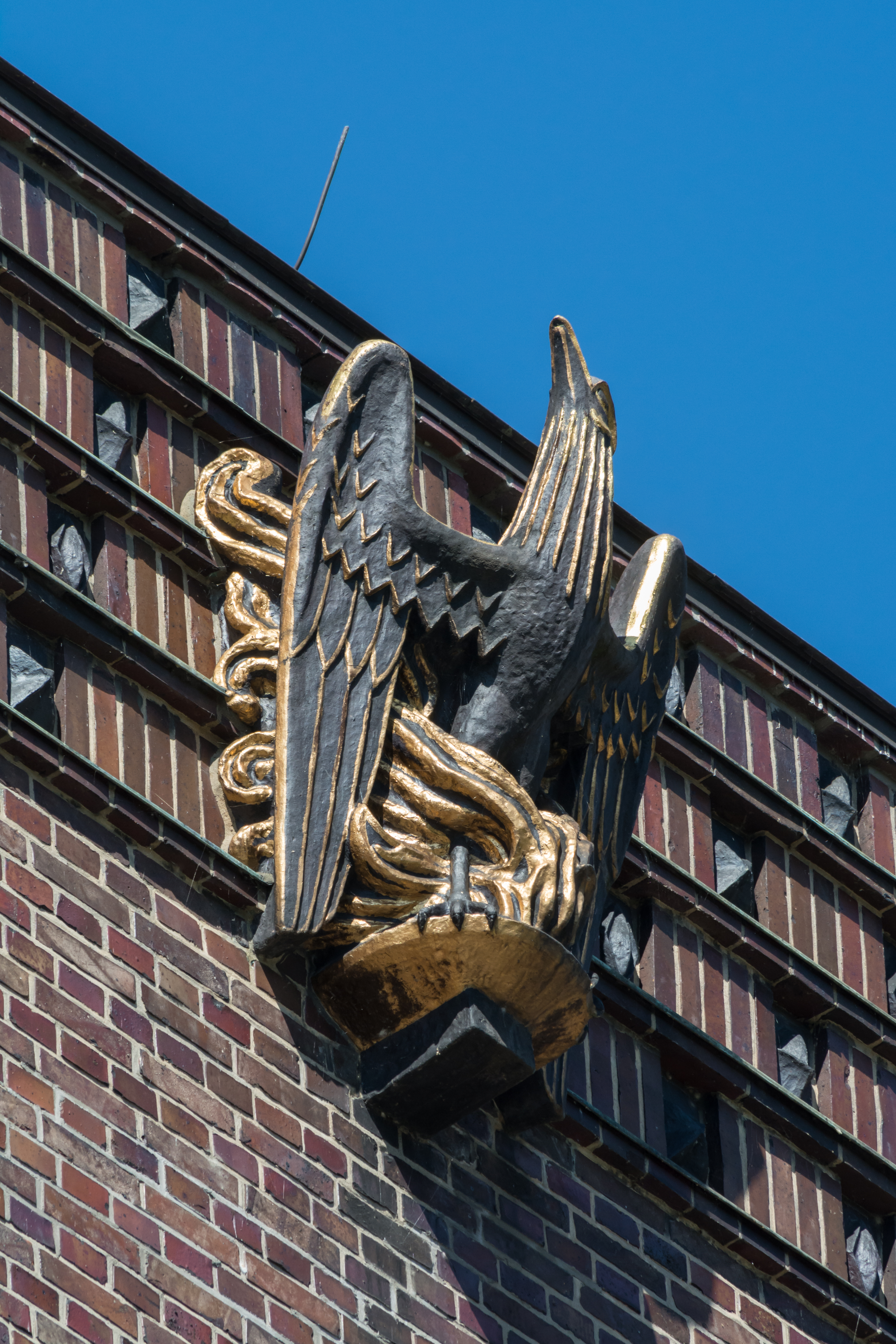
Phönix am Giebel
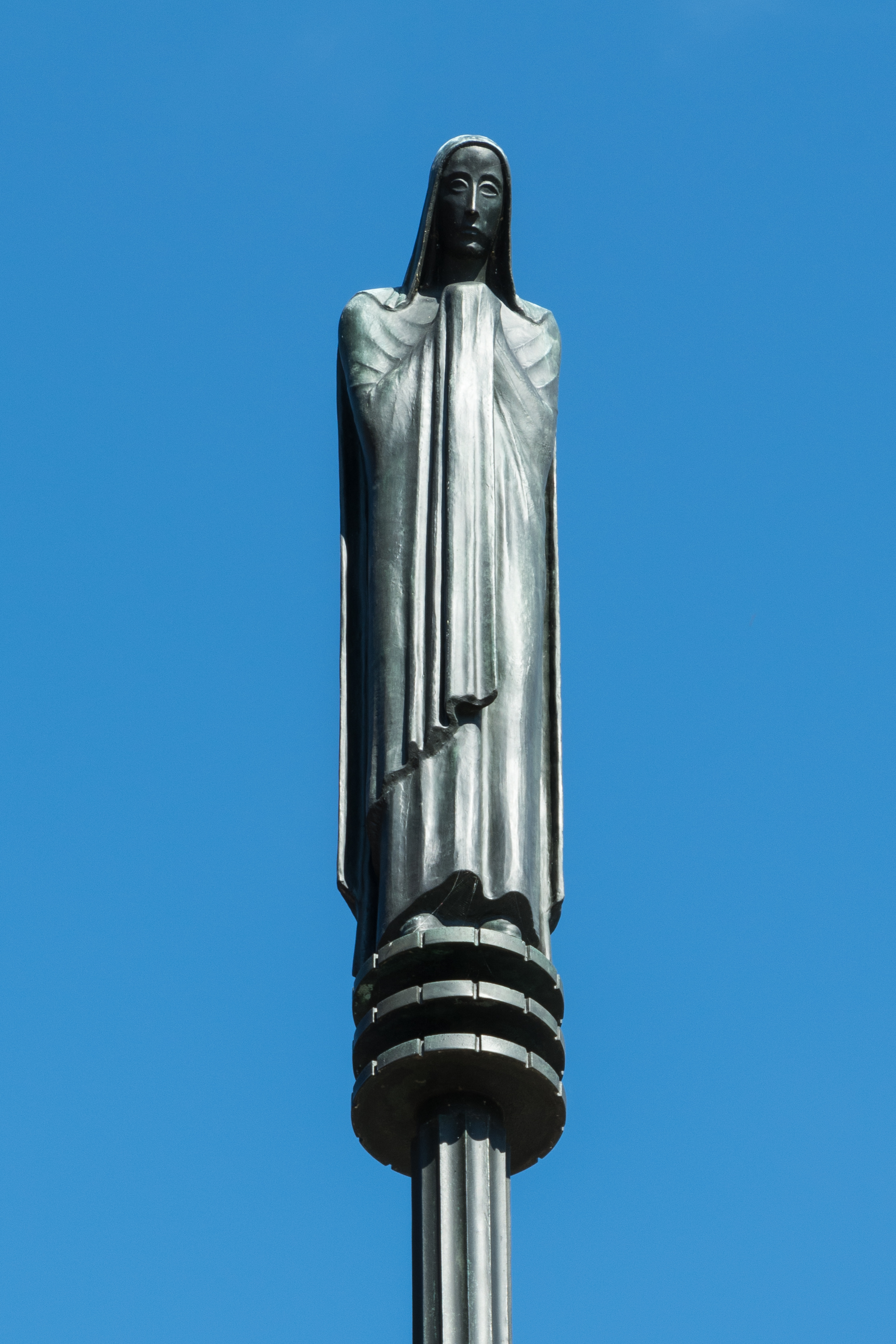
Skulptur Trauernde im Außenbereich
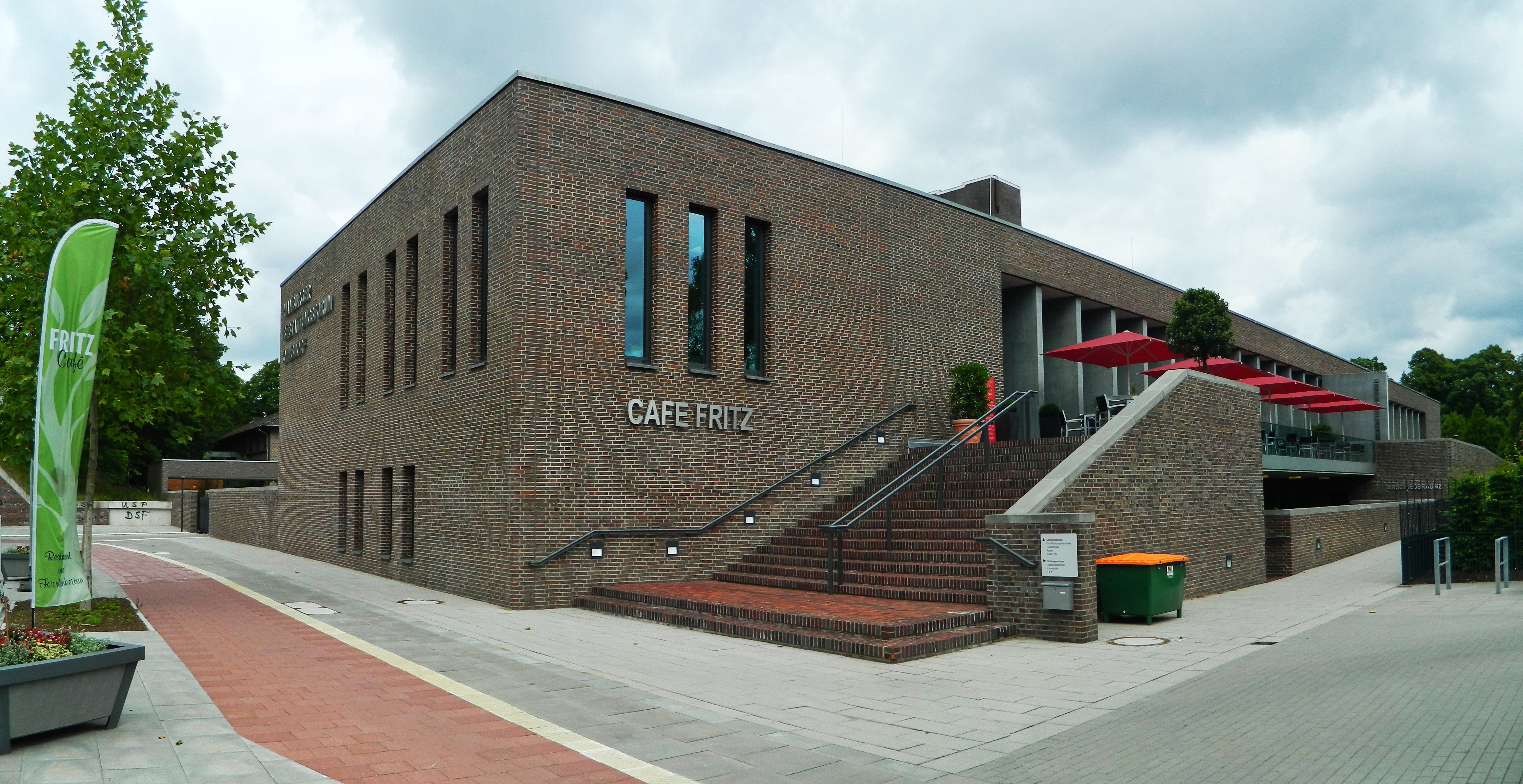
Erweiterung der 2010er-Jahre um einen Gastronomiebetrieb